# Neopreptos clazomenia
Neopreptos clazomenia är en fjärilsart som beskrevs av Druce 1886. Neopreptos clazomenia ingår i släktet Neopreptos och familjen Eupterotidae. Inga underarter finns listade i Catalogue of Life.